# Arsenik
Arsenik (latinskt namn, arsenicum) är ett mycket giftigt halvmetalliskt grundämne. Arsenik har många allotropa former, de flesta har olika färger. Ämnet används idag främst i insektsgifter och andra bekämpningsmedel. Arsenik användes också flitigt inom tryckimpregnering av trä, och även i glasindustrin för att kunna skilja glasets luftbubblor så att man får ett rent och prydligt glas. Även i dagens industri används arsenik i mindre skala (t.ex. gamla fönsterrutor, kristallglas och prismakristallkronor), men ämnet har fasats ut till förmån för mindre miljöfarliga alternativ.
Den även giftiga kemiska föreningen arseniktrioxid kallas ofta "vit arsenik".
Arsenik från jordskorpan urlakas i dricksvattnet. Vid till exempel risodling tas detta upp, vilket gör att arsenik kan hittas i vissa livsmedelsprodukter, exempelvis just ris.
En undersökningsmetod som används för att upptäcka arsenik är att framkalla en arsenikspegel.

## Historia
Föreningar av arsenik har varit kända sedan mycket lång tid. Namnet kommer från det grekiska arsenikon, vilket stod för oripiment, som är en form av arseniksulfid. Ämnet anses ha upptäckts av Albertus Magnus omkring år 1250. Den svenska kemisten Georg Brandt betecknade år 1733 arsenik som en halvmetall, medan Antoine Lavoisier ansåg arsenik vara ett metalliskt grundämne.

## Förekomst
Arsenik finns bundet i vissa mineral som till exempel arsenikkis och realgar men förekommer även i malmer med guld, silver, koppar och zink och kan spridas vid brytning av dessa. Spår av arsenik kan hittas i vatten och cigarettrök  liksom i rök från kol och olja.

## Framställning
Arseniken framställs dels av gedigen arsenik genom sublimering, dels genom upphettning av arsenikkis eller arsenikjärn varvid arseniken förångas och kan kondenseras. Vidare utvinns arsenik som biprodukt vid flera olika metallurgiska processer.

## Förgiftning
Arsenikförgiftning är ett tillstånd som uppstår till följd av förhöjda halter av arsenik i kroppen. Symtomen kan omfatta kräkningar, buksmärta, encefalopati, och diarré, med viss variation mellan exponering under kortare eller längre tid. Den vanligaste orsaken till långvarig exponering är intag genom förorenat dricksvatten. De flesta fall av arsenikförgiftning är oavsiktliga.
Genom sitt dricksvatten exponeras fler än 200 miljoner människor i världen för högre halter av arsenik än vad som anses vara säkert. De värst drabbade områdena är Bangladesh och Västbengalen. Toxiciteten hos arsenik har beskrivits så långt tillbaka som 1500 f.Kr. i Papyrus Ebers.

## Medicinsk användning
Arseniktrioxid ingår som aktiv beståndsdel i ett godkänt läkemedel mot en sällsynt form av leukemi. Läkemedlet är centralt godkänt av det Europeiska läkemedelsverket och EU-kommissionen.

## Miljö
Arsenikmineral och -salter förekommer som nämnts ovan i mineral och malmer och kan urlakas i vatten. I strömmande ytvatten brukar arsenikhalterna vara låga, men i brunnar och andra relativt stillastående vatten kan halterna nå toxiska nivåer, vilket särskilt drabbat Bangladesh i vad som WHO kallat för världens genom tiderna största giftkatastrof. Även om man åtgärdat ungefär hälften av de aktuella brunnarna är förgiftningshotet fortfarande till stor del olöst, och man bedömer att omkring 40 miljoner människor – en fjärdedel av landets befolkning – utsätts för giftigt vatten. Tiotusentals människor dör årligen av arsenikförgiftning och dess följdsjukdomar, och särskilt barn riskerar men för livet på grund av arsenikorsakade utvecklingsstörningar..
2015 gick Livsmedelsverket i Sverige ut med rekommendationen att begränsa konsumtion av risprodukter och att hälla av kokvattnet efter att riset kokats, detta för att minska intaget av arsenik.